# Andy Bell (hudebník)
Andrew Piran „Andy“ Bell (* 11. srpna 1970 Cardiff, Wales) je britský baskytarista, kytarista, zpěvák a DJ. Od konce 80. let působil ve skupině Ride, zaniklé v roce 1996, ale později obnovené. V letech 1996–1999 hrál s kapelou Hurricane #1. V letech 1999–2009 a znovu od roku 2025 je baskytaristou kapely Oasis a v letech 2009–2014 působil se dvěma dalšími členy Oasis ve skupině Beady Eye. Od roku 2023 hraje v superskupině Mantra of the Cosmos. V roce 2020 vydal své první sólové album The View from Halfway Down.